# Casa de la Cultura Andrés Sabella
La Casa de la Cultura Andrés Sabella es un centro cultural de arquitectura neoclásica, ubicado en la ciudad de Antofagasta, Chile. Fue diseñada por los arquitectos Luigi Abd-el-Kader y Leonello Bottacci, y construida por el arquitecto Jaime Pedreny.
Se encuentra localizada en el exedificio de la Ilustre Municipalidad de Antofagasta, el cual fue nombrado Monumento Histórico Nacional el 11 de enero de 1999.
Desde 2000 pasó a ser un centro cultural y desde diciembre de 2012 recibe el nombre del poeta antofagastino Andrés Sabella, en honor al centenario de su natalicio.

## Historia
A inicios de los años 1900 se plantea la inquietud de construir una nueva casa consistorial para albergar a la Municipalidad de Antofagasta. En 1905 se elige el terreno ubicado en la calle Juan José Latorre, propiedad del municipio, como sitio de edificación. El diseño arquitectónico fue obra del arquitecto Miguel Zamora, y pese a que se autorizó el llamado a propuesta pública, el proyecto finalmente fue descartado por falta de fondos.
En 1912 el municipio cuenta con fondos suficientes para reflotar la idea de un nuevo edificio edilicio. El concurso del diseño arquitectónico es ganado por el arquitecto ítalo-árabe Luigi Abd-el-Kader. Las obras son encargadas al español Jaime Pedreny, quien en 1913 inicia la construcción del edificio. En agosto del mismo año se acuerda modificar los planos, contratando al arquitecto italiano Leonello Bottacci, quien diseñó la actual fachada.
Tras su finalización, el servicio municipal se traslada en abril de 1914, para iniciar su funcionamiento en mayo de ese año.

## Arquitectura
La Casa de la Cultura es un edificio de estilo neoclásico francés construido con una estructura de hormigón armado sobre una superficie de 625 m², conformada por 25 metros de frente y 25 metros de fondo. Posee tres plantas, la última de las cuales posee una mansarda con ventanas tipo ojos de buey.
La fachada posee cantería y presenta un paño jerarquizado por un balcón con balaustres en el centro de la segunda planta y un frontón triangular en el centro de la tercera. Los vanos de la primera planta son de arco tendido, mientras que los de la segunda planta son de arcos de medio punto.

## Interior

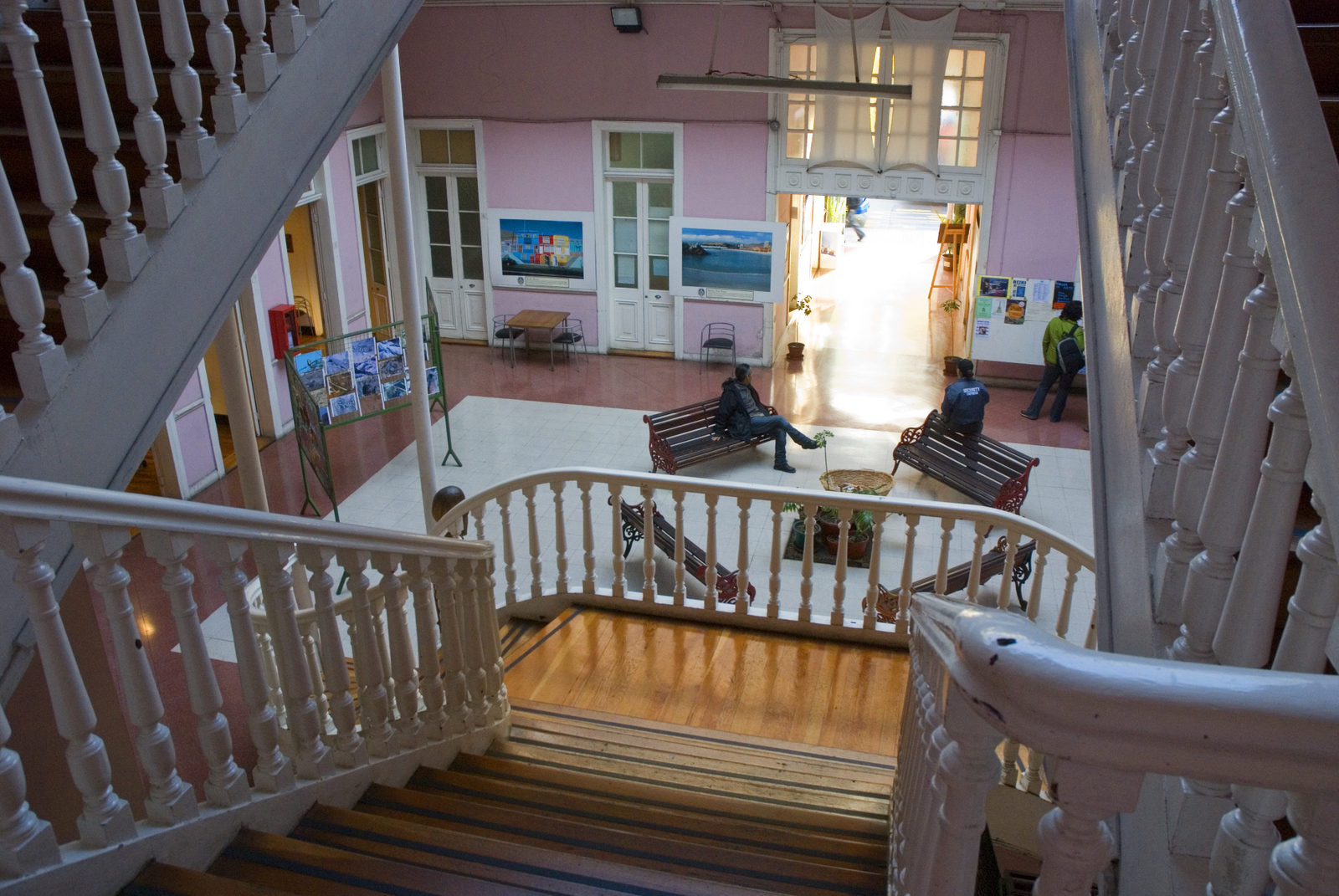
Escaleras en el interior

El edificio presenta un patio central, en torno al cual se distribuyen sus salones. En el centro de este patio se encuentra una escalera imperial, que permite el acceso a su segunda planta. La segunda planta posee un pasillo perimetral que rodea el patio central.
En el segundo piso se encuentra la antigua sala de reuniones del municipio, decorada con murales renacentistas del pintor y sindicalista chileno Sixto Rojas Acosta. El cielo de esta sala posee tres plafones pintados en dorado intenso.
El diseño interior de las distintas salas estuvo a cargo de la empresa Casa Kustenoff de Concepción, e incluyó cortinas de felpa y muebles de estilo inglés forrados en cuero. Los distintos muebles (escritorios, percheros, estantes, sofás y zócalos) son de madera de lingue.

## Colecciones

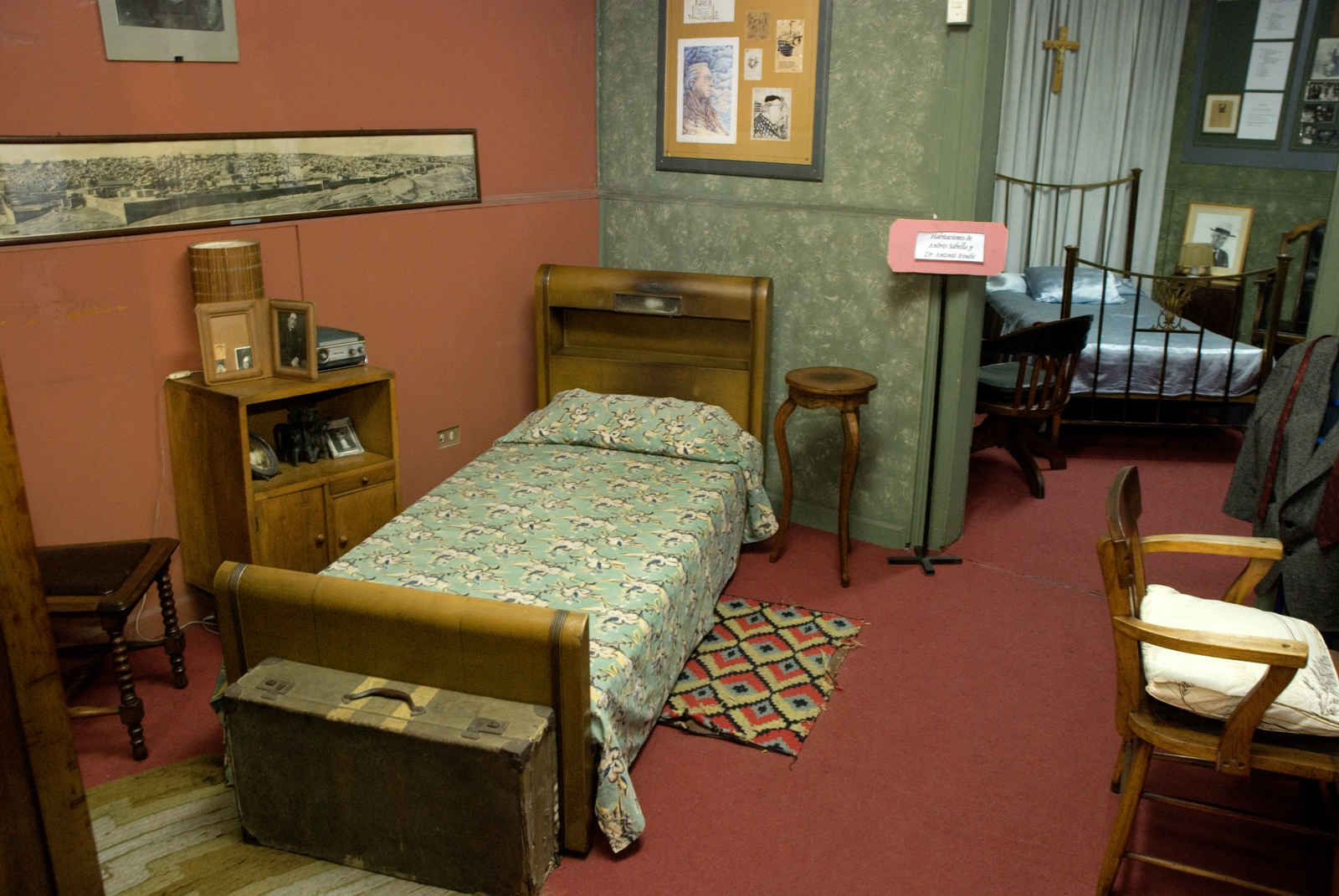
La colección del museo Andrés Sabella consta de objetos personales del poeta antofagastino.

Las dependencias del centro cultural albergan la colección del museo Andrés Sabella, ubicado previamente en el exedificio de la Gobernación Marítima, actual biblioteca patrimonial y oficina administrativa del Museo de Antofagasta. Dicha colección, donada por la hija y heredera de Sabella y administrada por la Corporación Cultural Andrés Sabella, consta de la pinacoteca (colección personal con obras de artistas como Chela Lira, Alejandro Galetovic, Santiago Nattino y Osvaldo Ventura López), la biblioteca, los archivos y algunos muebles del fallecido poeta antofagastino.
La misma corporación cultural también administra parte del patrimonio del médico y poeta Antonio Rendic. La colección, donada por la sobrina-nieta de Rendic, consta de su biblioteca personal, fotografías, documentación y muebles.